# بخش‌های اداری بیهار
بخش‌های اداری بیهار (به انگلیسی: Administrative divisions of Bihar) یک منطقهٔ مسکونی در هند است.